# Namysłów
Namysłów (anteriormente Namslau) es una localidad polaca del voivodato de Opole.

## Geografía
Está situada a orillas del río Widawa.

## Historia
En la segunda mitad del siglo XIX la localidad era descrita como una ciudad de Alemania, en el Reino de Prusia y la provincia de Silesia. Tenía por entonces una población de 3855 habitantes.